# An Awesome Wave
Albums de Alt-J
This Is All Yours
(2014)
Singles
1. Matilda/Fitzpleasure
Sortie : 24 février 2012
2. Breezeblocks
Sortie : 18 mai 2012
3. Tessellate
Sortie : 13 juillet 2012
4. Estocada
Sortie : 28 septembre 2012
5. Dissolve Me
Sortie : 18 mars 2013

An Awesome Wave est le premier album studio du groupe anglais alt-J (∆), sorti en 2012 sur le label Infectious Records.

## Liste des titres
Toutes les chansons sont écrites et composées par Joe Newman, Gus Unger-Hamilton, Gwilym Sainsbury et Thom Green.
| No  | Titre                   | Durée |
| --- | ----------------------- | ----- |
| 1.  | Intro                   | 2:37  |
| 2.  | ❦ (The Ripe & Ruin)     | 1:12  |
| 3.  | Tessellate              | 3:02  |
| 4.  | Breezeblocks            | 3:47  |
| 5.  | ❦ (Guitar)              | 1:17  |
| 6.  | Something Good          | 3:38  |
| 7.  | Dissolve Me             | 3:59  |
| 8.  | Matilda                 | 3:48  |
| 9.  | Ms                      | 3:58  |
| 10. | Fitzpleasure            | 3:39  |
| 11. | ❦ (Piano)               | 0:53  |
| 12. | Bloodflood              | 4:09  |
| 13. | Taro                    | 5:05  |
| 14. | Hand-Made (Bonus track) | 7:36  |

| 15. | Breezeblocks (Alt-J vs. NOC// Mix)                  | 3:06 |
| 16. | Breezeblocks (B-JU Remix)                           | 3:59 |
| 17. | Breezeblocks (Rockdaworld Remix)                    | 4:41 |
| 18. | Breezeblocks (Submerse Remix)                       | 5:06 |
| 19. | Breezeblocks (Tom Vek's SFX Remix)                  | 5:18 |
| 20. | Fitzpleasure (bretonLABS Remix)                     | 4.23 |
| 21. | Fitzpleasure (Dave Sitek Remix)                     | 3:18 |
| 22. | Fitzpleasure (Jim James 'Apple C' Remix)            | 4:20 |
| 23. | Fitzpleasure (The Internet of Odd Future Remix)     | 4:30 |
| 24. | Matilda (Ghostpoet 'Gang Panang Adlit' Remix)       | 3:49 |
| 25. | Something Good (BlackBox Remix)                     | 6:29 |
| 26. | Something Good (Fort Romeau Remix)                  | 4:36 |
| 27. | Something Good (The Invisible BMC Remix)            | 5:08 |
| 28. | Something Good (Tong & Rogers Remix)                | 8:22 |
| 29. | Tessellate (Anstam Remix)                           | 3:58 |
| 30. | Tessellate (Ben De Vries Remix)                     | 4:06 |
| 31. | Tessellate (BlackBox Remix)                         | 5:55 |
| 32. | Tessellate (Broadbandits Afro Mix)                  | 5:27 |
| 33. | Tessellate (Dam Mantle Remix)                       | 6:17 |
| 34. | Tessellate (Marlais Remix)                          | 3:53 |
| 35. | Fitzpleasure (Live from the Africa Centre 14.04.12) | 4:03 |
| 36. | Taro (Live from the Africa Centre 14.04.12)         | 4:23 |
| 37. | Tessellate (Live from the Africa Centre 14.04.12)   | 4:26 |
| 38. | Bloodflood (SARM Acoustic Version)                  | 3:33 |
| 39. | Matilda (SARM Acoustic Version)                     | 3:59 |
| 40. | Something Good (SARM Acoustic Version)              | 3:39 |
| 41. | Tessellate (SARM Acoustic Version)                  | 3:02 |
| 42. | Breezeblocks (music video)                          | 3:47 |
| 43. | Tessellate (music video)                            | 3:01 |
| 44. | Something Good (music video)                        | 3:39 |

## Crédits
Crédits indiqués sur la pochette de l'album An Awesome Wave.
- Charlie Andrew – production
- Dick Beetham – mastering
- Mark Bishop – production (14)
- European Space Agency – couverture[16]
- Rachael Lander – violoncelle (13)
- Kirsty Mangan – cordes, violon (3,13)
- St Ronan's Chamber Choir (12,13)

## Classements
| Classement (2012–13)      | Meilleure position |
| ------------------------- | ------------------ |
| Australie                 | 9                  |
| Australie (Dance)         | 2                  |
| Belgique (Flandre)        | 17                 |
| Belgique (Wallonie)       | 51                 |
| Danemark                  | 34                 |
| Pays-Bas                  | 18                 |
| France                    | 45                 |
| Irlande                   | 11                 |
| Irlande (indépendant)     | 1                  |
| Nouvelle-Zélande          | 24                 |
| Écosse                    | 17                 |
| Suisse                    | 39                 |
| Royaume-Uni               | 13                 |
| Royaume-Uni (indépendant) | 1                  |
| US Billboard 200          | 80                 |
| US Alternative Albums     | 18                 |
| US Rock Albums            | 25                 |

| Classement (2012)  | Position |
| ------------------ | -------- |
| Australie (Dance)  | 20       |
| Belgique (Flandre) | 97       |

| Classement (2013)     | Position |
| --------------------- | -------- |
| Australie             | 48       |
| Australie (Dance)     | 6        |
| Belgique (Flandre)    | 48       |
| Belgique (Wallonie)   | 173      |
| US Billboard 200      | 150      |
| US Alternative Albums | 32       |
| US Rock Albums        | 36       |

## Certifications
| Pays        | Organisme    | Certification | Exemplaires vendus |
| ----------- | ------------ | ------------- | ------------------ |
| Australie   | ARIA         | Or            | 35 000             |
| Canada      | Music Canada | Or            | 40 000             |
| Royaume-Uni | BPI          | Or            | 300 000            |

## Historique des sorties
| Pays        | Date              | Format(s)                      | Label                        |
| ----------- | ----------------- | ------------------------------ | ---------------------------- |
| Royaume-Uni | 25 mai 2012       | Téléchargement digital         | Infectious Music             |
| Royaume-Uni | 28 mai 2012       | CD, LP                         | Infectious Music             |
| États-Unis  | 18 septembre 2012 | CD, LP, téléchargement digital | Canvasback, Atlantic Records |